# Pibanga
Pibanga is een kevergeslacht uit de familie van de boktorren (Cerambycidae). De wetenschappelijke naam van het geslacht werd voor het eerst geldig gepubliceerd in 1995 door Galileo & Martins.

## Soorten
Pibanga omvat de volgende soorten:
- Pibanga costulata (Belon, 1896)
- Pibanga diamantina Galileo & Martins, 1995
- Pibanga glabricula (Bates, 1885)
- Pibanga itacoatiara Galileo & Martins, 1995
- Pibanga jacareacanga Galileo & Martins, 1995
- Pibanga ochropyga (Belon, 1896)
- Pibanga transversefasciata (Breuning, 1943)